# Álvaro Silva Calderón
Álvaro José Silva Calderón (Teresén (Estado Monagas), 9 de junio de 1929) es un abogado y político venezolano.  

## Carrera
Obtuvo el doctorado en Derecho en la Universidad Central de Venezuela en 1956. Fue miembro de la comisión consultiva del Ministerio de Minas e Hidrocarburos durante la gestión de Juan Pablo Pérez Alfonzo (1959). 
Fue además presidente de la Asamblea Legislativa del Estado Monagas (1965); miembro del Consejo Directivo y Administrativo del Instituto Nacional de Canalizaciones (1968);
miembro del Consejo Nacional de la Energía (1995); director general del Ministerio de Energía y Minas (1999); viceministro de Minas del Ministerio de Energía y Minas (2000); director externo de la Junta directiva de Petróleos de Venezuela (2000) y ministro de Energía y Minas (finales de 2000).
En 2002 ocupó la secretaría general de la OPEP, para completar el periodo de 3 años del exministro Alí Rodríguez.